# Gordon Jennings
Henry Gordon Jennings (Salt Lake City, 1896 – Hollywood, 11 gennaio 1953) è stato un effettista statunitense.

## Biografia
Lavorò come ingegnere in Europa e all'Università dello Utah, diventando successivamente assistente operatore nel 1919 presso la Lois Weber Production. A lui si devono i primi titoli animati, che creò dipingendoli su vetro e facendoli scorrere su dipinti. 
A partire dagli anni trenta diventò capo dipartimento degli effetti speciali presso la Paramount, dove trascorse la maggior parte della sua carriera. Lavorò lungamente con il regista Cecil B. DeMille, che lo definì «il miglior uomo degli effetti speciali con cui io abbia mai avuto il privilegio di lavorare». Aveva un fratello, Devereux Jennings, anche lui operante nel mondo del cinema come direttore della fotografia e artista degli effetti speciali fotografici. Fu membro della American Society of Cinematographers.

## Riconoscimenti
L'anno si riferisce all'anno della cerimonia di premiazione.
- 1939
  - Oscar alla carriera insieme a Jan Domela, Dev Jennings, Irmin Roberts e Art Smith per gli straordinari risultati nella creazione di effetti speciali fotografici e sonori nel film della Paramount production Il falco del nord (Spawn of the North).
- 1940
  - Candidatura Oscar ai migliori effetti speciali insieme a Farciot Edouart, e Loren Ryder  per La via dei giganti (Union Pacific)
- 1941
  - Candidatura Oscar ai migliori effetti speciali insieme a Farciot Edouart per Dr. Cyclops
  - Candidatura Oscar ai migliori effetti speciali insieme a Farciot Edouart e Loren Ryder per Tifone sulla Malesia (Typhoon)
- 1942
  - Oscar ai migliori effetti speciali insieme a Farciot Edouart e Louis Mesenkop per I cavalieri del cielo (I Wanted Wings)
  - Candidatura Oscar ai migliori effetti speciali insieme a Farciot Edouart e Louis Mesenkop per Aloma dei mari del sud (Aloma of the South Seas)
- 1943
  - Oscar ai migliori effetti speciali insieme a Farciot Edouart, William L. Pereira e Louis Mesenkop per Vento selvaggio (Reap the Wild Wind)

- 1944
  - Candidatura Oscar ai migliori effetti speciali insieme a Farciot Edouart e George Dutton per Sorelle in armi (So Proudly We Hail!)
- 1945
  - Oscar alla tecnica per la progettazione e la costruzione del treppiede a punto nodale
  - Candidatura Oscar ai migliori effetti speciali insieme a Farciot Edouart e George Dutton per La storia del dottor Wassell (The Story of Dr. Wassell)
- 1948
  - Candidatura Oscar ai migliori effetti speciali insieme a Farciot Edouart, Devereux Jennings, Wallace Kelley, Paul Lerpae George Dutton per Gli invincibili (Unconquered)
- 1952
  - Oscar al merito tecnico-scientifico insieme a S. L. Stancliffe e alla Paramount Studio Special Photographic e Engineering Departments per la progettazione, costruzione e applicazione di un dispositivo di registrazione e riproduzione servo-azionato.

## Filmografia parziale

### Effetti speciali
- Aloma dei mari del sud (Aloma of the South Seas), regia di Alfred Santell (1941)
- Il fantasma (The Unseen), regia di Lewis Allen (1945)
- Monsieur Beaucaire, regia di George Marshall (1946)
- Il valzer dell'imperatore (The Emperor Waltz), regia di Billy Wilder (1948)
- La colpa della signora Hunt (Song of Surrender), regia di Mitchell Leisen (1949)
- Stalag 17, regia di Billy Wilder (1953)

### Direttore della fotografia
- The Blot, regia di Lois Weber (1921)